# チェーザラ
チェーザラ（伊: Cesara）は、イタリア共和国ピエモンテ州ヴェルバーノ・クジオ・オッソラ県にある、人口約600人の基礎自治体（コムーネ）。

## 地理

### 位置・広がり
| 隣接するコムーネは以下の通り。括弧内のVCはヴェルチェッリ県、NOはノヴァーラ県所属を示す。 - アーロラ - チヴィアスコ (VC) - マドンナ・デル・サッソ - ノーニオ - ペッラ (NO) - ヴァラッロ・セージア (VC) |

## 行政

### 分離集落
チェーザラには、以下の分離集落（フラツィオーネ）がある。
Colma, Grassona, Egro